# Susanne von Klettenberg
Susanne Katharina von Klettenberg (Fráncfort del Meno, 19 de diciembre de 1723-13 de diciembre de 1774) fue una abadesa y escritora religiosa alemana.

## Trayectoria
Hija del médico y concejal Remigius Seiffart von Klettenberg, en 1751 conoció al jurista y político alemán Friedrich Karl von Moser que le introdujo al pensamiento del teólogo Nicolaus Ludwig von Zinzendorf y Friedrich Christoph Steinhofer, de los que fue seguidora durante un tiempo, aunque desde de un espíritu bastante crítico. Vivió la fe religiosa de forma comprometida y autónoma. Favoreció a las comunidades pietistas de Herrnhut pero no se vinculó a ningún sistema, hasta el punto de que al final incluso las diferencias confesionales le resultaron indiferentes.
Pertenece a la familia paterna de Johann Wolfgang von Goethe, e hizo amistad con su madre, Catharina Elisabeth Goethe y con algunos sus amigos. Cuando éste enfermó, en julio de 1768 en Leipzig, le ayudó durante su convalecencia en Fráncfort del Meno durante los años 1768 y 1769. Goethe quedó tan impresionado por su tolerancia y su especial religiosidad, que explicó esta experiencia en el capítulo 6 de Confesiones de un alma bella. La historia de su compromiso entre 1743 y 1747 con el laico Johann Daniel von Olenschlager (1711-1778) también se refleja en el relato de Goethe.
Klettenberg fue la abadesa de la iglesia de la Dama Blanca o iglesia de Santa Caterina en Fráncfort del Meno.

## Obra
- 1754 – Der Christ und die Freundschaft.
- 1756 – Neue Lieder von Fräulein von Klettenberg.
- 1911 – Die schöne Seele. Confesiones, escritos y cartas de Susanne Katharina von Klettenberg, ed. de Heinrich Funck.